# Nicolas Dalby
Nicolas Dalby (født 16. november 1984 i Sønderborg i Danmark) er en dansk MMA-udøver, der konkurrerer i welterweight-divisionen i UFC. Han har været professionel siden 2010 og har tidligere været welterweight-mester i Cage Warriors.

## Mixed martial arts

### Baggrund og tidlige karriere
Nicolas Dalby startede til karate som teenager for at forsvare sig selv mod mobbere. Han flyttede fra Sønderborg til København for at være tæt på sine venner. Efter 5 års karate-træning begyndte han i Rumble Sports, en af de største MMA klubber i København. Dalby blev hurtigt kendt for sine kraftige striking-egenskaber og knockout-kraft. Han blev en af de mest frygtede strikere i Europa efter adskillige brutale knockouts.

### Cage Warriors Fighting Championship
I 2014, tilegnede Dalby sig to sejre i Cage Warriors, inklusive en TKO-sejr over Sergei Churilov, hvilket tildelte ham CWFC welterwægt-mesterskabet.

### Ultimate Fighting Championship
Dalby fik sin UFC debut mod Elizeu Zaleski dos Santos den 30. maj 2015 ved UFC Fight Night 67. Han vandt kampen via split decision.
Dalby mødte herefter Darren Till den 24. oktober i 2015 på UFC Fight Night 76. Kampen endte uafgjort. Begge kæmpere blev tildelt Fight of the Night-bonusprisen.
Dalby skulle have mødt Bartosz Fabinski den 10. april 2016 på UFC Fight Night 86. Men den 2. marts, blev Fabiński fjernet fra programmet på grund af ukendte årsager og erstattet af Zak Cummings. Dalby tabte kampen via enstemmig afgørelse.
Dalby mødte herefter Peter Sobotta den 3. september i 2016 op UFC Fight Night 93. Han tabte kampen via enstemmig afgørelse aog blev efterfølgende frigivet fra UFC.

### Tilbagevenden til UFC
Selvom han havde kæmpet med depression og alkoholisme fra en mislykket karriere i UFC, opbyggede Dalby en 3–1 (1 NC) rekordliste i Cage Warriors, hvor han vandt det midlertige Welterweight-mesterskab. Dalby skrev kontrakt med UFC igen i juli, 2019 og mødte Alex Oliveira den 28. september i 2019 på UFC on ESPN+ 18. Han vandt kampen via enstemmig afgørelse.
Dalby skulle have mødt Danny Roberts den 11. marts, 2020 på UFC Fight Night: Woodley vs. Edwards. På grund af Coronaviruspandemien i 2019-2020, blev arrangementet udskudt . Kampen med Roberts blev ombooket og skulle have fundet sted den 26. juli, 2020 på UFC on ESPN 14. Men Roberts træk sig fra kampen på grund af en skade og blev erstattet af Jesse Ronson. Dalby tabte kampen via rear-naked choke i 1. omgang. Kampens resultat blev gjort til en "no contest" efter at Ronson modtog en 22 måneders suspension fra USADA, efter at være blevet testet positiv for Metandienone.
Dalby skulle have mødt Orion Cosce den 21. november i 2020 på UFC 255. Men Cosce træk sig fra arrangementet af ukendte årsager og blev erstattet af Daniel Rodriguez. Dalby vandt kampen via enstemmig afgørelse.

## Mesterskaber og udmærkelser

### Mixed martial arts
- Ultimate Fighting Championship
  - Fight of the Night (1 gang) vs. Darren Till[30]
- Cage Warriors Fighting Championship
  - CWFC Welterweight Championship (1 gang)
    - Et succesfuldt titelforsvar

  - Interim CWFC Welterweight Championship (1 gang)
- European MMA
  - EMMA Welterweight Championship (1 gang)
- Fighter Gala
  - FG Welterweight Championship (1 gang)
  - Et succesfuldt titelforsvar
- Nordic MMA Awards - MMAviking.com
  - 2014 Knockout of the Year vs. Sergei Churilov on March 22[31]
  - 2015 Comeback of the Year vs. Darren Till on October 24[32]
  - 2019 Comeback Fighter of the Year[33]